# Nakon ljeta
Nakon ljeta é um filme de comédia dramática coproduzido internacionalmente em 2024, dirigido por Danis Tanović e escrito por Anja Matković, Nikola Kuprešanin e Tanović. O enredo segue uma família lutando por herança em uma pequena ilha.
Uma coprodução internacional, o filme estreou no 30º Festival de Cinema de Sarajevo em 16 de agosto de 2024. Foi selecionado como a entrada bósnia para o Melhor Longa-Metragem Internacional no 97º Oscar, mas não foi nomeado.

## Enredo
Uma jovem de Zagreb, filha ilegítima de um rico ilhéu, chega à ilha onde começa um caso com um escritor britânico casado em crise de meia-idade. Sua aventura marítima se torna um amor proibido, uma busca por identidade, entrelaçada com valores familiares, uma reforma tragicômica de casa e um rebanho de vacas que consumiam intoxicantes.

## Elenco
- Anja Matković como Maja
- Uliks Fehmiu como Saša
- Goran Navojec como Ico
- Mario Knezović como Nediljko
- Marija Škaričić como Matković
- Mirela Brekalo como Stipetić
- Snježana Sinovčić-Šiškov como Jele
- Luka Juričić como Mate
- Boris Ler como Brzi
- Ivana Roščić como Katarina
- Jadranka Matković como Ane
- Almir Palata como Andrija

## Produção
O filme foi apoiado pelo HAVC, o Centro de Cinema Esloveno, o Centro de Cinema Sérvio, a Fundação Cinematográfica de Sarajevo, o Centro de Cinema Romeno, a BH Telecom e o subprograma MEDIA da Europa Criativa. A pós-produção começou em 2022, e o filme recebeu um impulso do HAVC com fundos de € 660.000.
As filmagens duraram 27 dias, de meados de setembro a 10 de outubro de 2023, perto de Šibenik, Croácia.